# 比利时政党列表
比利時政黨列表列舉了比利時王國的主要政黨。比利時王國是一個多黨制聯邦國家，國內政黨眾多，因此沒有任何一個政黨擁有單獨執政的能力，故而需要多黨合作而組建聯合政府。
幾乎所有的比利時政黨都可以按照其針對的語言社群而分類成：荷蘭語政黨、法語政黨和德語政黨。荷蘭語政黨主要活躍在弗拉芒大區和布魯塞爾首都大區；法語政黨則主要活躍在瓦隆大區和布魯塞爾首都大區；即便比利時的德語社區相對較小，但內部仍然有德語政黨的活動。
從1830年比利時建國至19世紀的大部分時間，比利時政壇主要由天主教黨（天主教價值導向和保守主義）與自由黨（反教權主義和進步主義）兩大政黨主導。但從19世紀末開始，代表新興產業工人階級利益的比利時工黨開始登上政治舞台。雖然這三大群體迄今仍然深刻地影響著比利時政治，但是他們的角色卻已經發生了巨大變化。

## 整體概況
在比利時，政黨不受憲法或其他法律的定義及規定。一個比利時政黨不需要擁有正式的組織或向當局註冊，它即可在事實上存在。任何政黨都可以通過提交選舉名單來參與選舉，只要該份名單得到該黨現任黨員及一定數量選民的支持即可。儘管如此，比利時的政黨還是在過去的幾十年間受到了某些方面的嚴格監管。例如政黨可以獲得的私人贊助是非常有限的；而政黨或議會黨團所獲得的公共資助需要依據其在選舉中所獲得的票數，同時這筆資金總計為每年約7,000萬歐元。並且在比利時選舉的禁止期內，競選費用的使用也會受到監管。
比利時在1989年7月4日針對眾議院選舉費用及政黨籌資的立法中使用了如下政黨定義：
|  | 參加憲法和法律規定的選舉的具有或不具有法人資格的自然人組織；其可根據《選舉法》第117條為某個選區的代表職位推薦候選人，並在條例的範圍內以其條款或綱領中所描述的內容影響民眾意願的表達。 |

比利時的政黨必須至少擁有一個非營利協會（荷蘭語縮寫： / 法語縮寫： / 德語縮寫：）來接受公共資金的撥款並向審計委員會提供會計報告。通常情況下，比利時的各大主要政黨會擁有多個這樣的非營利協會，其目的在於促進政黨的結構調整。例如在2004年的時候，弗拉芒集团因種族主義被起訴後，法院裁定與之相關的三個非營利協會有罪，因此導致弗拉芒集團解散重組為弗拉芒利益黨。
在比利時的歐洲議會選舉、地區選舉就地方選舉中也有類似的法律。

## 意識形態

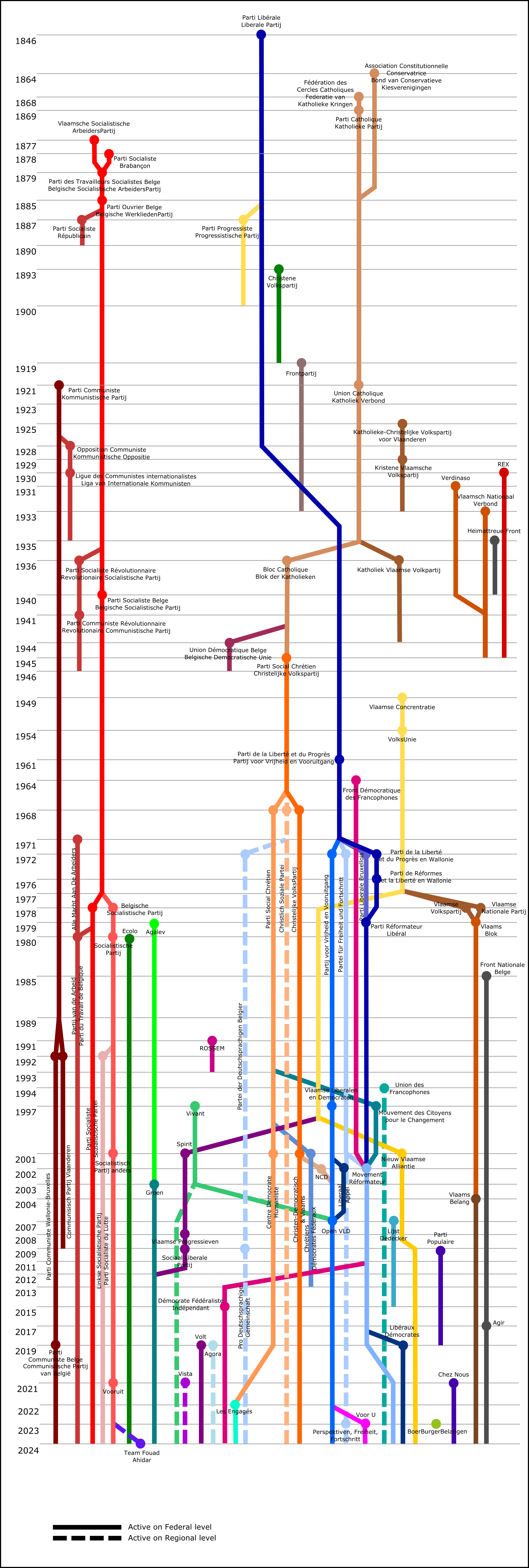
比利時各政黨的意識形態隨時間演變圖。

### 天主教與基督教民主主義
第二次世界大戰後，天主教黨宣佈斷絕與天主教會的正式聯繫並改組為中間主義民眾政黨--基督教社會黨。
1968年，為了因應比利時國內越來越尖銳的語言社群衝突，基督教社會黨主動分裂成位於瓦隆尼亚而針對法語社群的基督教社會黨和位於佛兰德而針對荷蘭語社群的基督教人民黨；兩個政黨奉行相同的政策但保持著相互獨立的兩個組織。基督教人民黨是兩黨中規模較大的政黨，其在選舉中的得票數往往是基督教社會黨兩倍多。1971年，基督教社會黨在德語社群的聚居區成立了同名姊妹黨。
在1999年比利時聯邦選舉中，基督教社會黨和基督教人民黨所組成的基督教民主聯盟（Christian Democrats）敗選並結束了其在比利時政府長達40年的執政。2001年，基督教人民黨更名為基督教民主和弗拉芒黨，依舊保留了基督教民主主義的意識形態。而基督教社會黨則在2002年改名為人道主义民主中心，隨後又於2022年再度改名為行動者黨；但新的行動者黨已經放棄了其與基督教民主聯盟的聯繫。
在遭遇1999年選舉的大失敗後，部分基督教民主聯盟的黨員不滿基督教社會黨和基督教人民黨淪為反對黨而出走並決定成立新的自由保守主義政黨。在弗拉芒大區，約翰·范海克成立了“新基督教民主黨（New Christian Democrats）”；而在瓦隆大區，熱拉爾·德普雷則成立了“公民革新運動”。不過這兩個政黨很快就併入所屬地區的自由主義主要政黨，新基督教民主黨併入了開放弗拉芒自由民主黨，而公民革新運動則併入了革新運動。

### 社會主義與社會民主主義
現代比利時的比利時社會黨是當年比利時工黨的繼承者，不過它已經放棄了早年的馬克思主義傾向。比利時社會黨是以工人為基礎的政黨，其性質有點類似德國的德國社會民主黨和法國的社會黨。比利時社會黨曾是二戰後多屆比利時政府執政聯盟的成員，並培養出了一些比利時國內的優秀政治家。1978年，比利時社會黨也因為比利時國內的語言社群矛盾而分裂成荷蘭語社群的“弗拉芒社會黨（Flemish Socialist Party）”和法語社群的“法語社會黨（Francophone Socialists）”。
相較而言，法語社會黨更傾向關注比利時的國內問題；而弗拉芒社會黨則從1980年代開始關注國際議題，而其中他們最為關注的就是歐洲安全議題並經常在歐洲反對美國政策。但是隨著弗拉芒社會黨連續三位出任比利時外交部部長的維利·克拉斯、弗蘭克·范登布魯克和埃里克·德里克等的努力，弗拉芒社會黨做出了向中間派靠攏的重大改變並在外交政策議題上採取了爭議較少的立場。
法語社會黨主要植根於瓦隆大區的工業城市，如列日、沙勒羅瓦、蒙斯等；同時該黨在比利時東部也被稱為“社會黨（Sozialistische Partei）”。
弗拉芒社會黨的支持者則在地域上並不太集中。2002年，該黨改名為“不同社會黨（Socialistische Partij Anders）”。此時，不少政黨基層人員指責該黨在許多政治問題上“社會主義立場太少”，這導致一些激進派選擇了脫黨。這些脫黨的激進派在一些規模較小的左翼政黨支持下成立了“另一政策委員會”。與此同時，不同社會黨內部也形成了一個更傾向馬克思主義的“不同社會黨紅派”並試圖影響該黨的政策路線。不同社會黨又在2021年改名為前進黨。

### 自由主義
通常來說，比利時的自由黨主要吸引商人、業主、商鋪老板及自僱職業者的支持。用英語國家的通用術語來說，比利時的自由主義者屬於“溫和保守主義”、“財政保守主義”和“社會自由主義”。
比利時的自由主義大黨主要有兩個，它們也是按照語種社群進行區分的。
荷蘭語社群地區的自由主義政黨稱為“開放弗拉芒自由民主黨”，它曾在新世紀前向基督教人民黨及其後繼者基督教民主和弗拉芒黨的叛逃者開放接納渠道，這使得它在1999年大選中擊敗當時在比利時政壇佔主導地位的基督教民主和弗拉芒黨。
革新運動則是針對比利時法語社群地區的自由主義政黨。該黨主要由前自由改革黨的黨員組成，同時還包括活躍於德語社群地區的自由與進步黨以及從基督教民主聯盟分裂出來的公民革新運動。2012年之前，該黨內部還包括法語民主陣綫（後改名為法語民主聯盟）；但該黨在2012年分裂並獨立出去，後又於2016改名為民主聯邦獨立（也稱為“挑戰黨”）。
近年以來，兩黨都面臨黨內的高級民選代表紛紛脫黨另組右翼自由主義政黨的局面。開放弗拉芒自由民主黨曾經的歐洲議員沃德·貝森組建了自由申訴、參議員利奧·戈瓦茨（Leo Govaerts）組建了安全藍黨（Veilig Blauw）、參議員雨果·科弗利耶組建了弗拉芒、自由、獨立、寬容、透明黨、參議員讓-瑪麗·德代克組建了自由、直接、民主黨、高級監督委員會主席維利·費爾默倫（Willy Vermeulen）組建了明智權利黨（Verstandig Rechts）、開放弗拉芒自由民主黨委員會委員鮑德韋因·布卡特（Boudewijn Bouckaert）則組建了卡桑德拉非營利協會（Cassandra vzw）。而在革新運動這邊，參議員阿蘭·德斯泰克斯組建了自由民主黨；塞爾日·庫布拉內閣副部長呂迪·阿爾瑙特則是先組建了自由民主，隨後又與他人聯合組建了人民黨。

### 共產主義
比利時的第一個共產主義政黨是比利時工黨中的激進主義者在1921年成立的比利時共產黨，該黨當時是共產國際的成員並於1925年成功進入比利時國會。該黨在第二次世界大戰結束後的1946年大選中取得了最佳成績，共計獲得12.69%的得票率並成功進入該屆政府。但是隨著冷戰的開始，比利時共產黨的影響力開始衰落並在1985年大選中徹底失去國會席次。該黨最終於1989年宣佈解散，但時至今日，弗拉芒大區的弗拉芒共產黨和瓦隆大區的瓦隆共產黨這兩個小黨都宣稱是比利時共產黨的繼承者。
而比利時最成功的毛澤東思想政黨源於1960年代末期在魯汶天主教大學興起的“一切權力歸工人”運動，這場運動在1979年演變成一個政黨--比利時工人黨。比利時工人黨現已放棄毛澤東思想信仰轉而回歸到共產主義，而它目前也是比利時最大的共產主義政黨。該黨不僅在比利時國會眾議院擁有代表，同時還在弗拉芒議會、瓦隆尼亞議會及布魯塞爾議會都擁有代表。
比利時國內的共產主義及極左翼小黨還包括信仰托洛茨基主義的革命共產主義聯盟和左翼社會黨。

### 地方主義
比利時政壇的一個特殊現象就是某個單一議題政黨的出現與存在往往是為了捍衛比利時社會中的某個語言族群或某個地區的政治、經濟和文化利益。
人民聯盟曾是比利時國會在1950年代和1960年代最激進的弗拉芒大區政黨，它曾一度吸引比利時荷蘭語族群中25%的選民放棄對原屬政黨的支持而改為其投票。弗拉芒人為爭取與長期占主導地位的法語人口在文化和政治上平等而發起的成功鬥爭中，人民黨處於最前線。然而進入1990年代後，人民聯盟遭遇了重大挫折；最終該黨於2001年10月解散。
人民聯盟解散後，原本屬於該黨左翼自由派的黨員組建了社會-自由黨，而黨內原本更為傳統的民族主義派則另組了新弗拉芒聯盟。在經歷了2009年大區選舉的失敗後，社會-自由黨決定與同在弗拉芒大區並信仰綠色政治的綠黨合併。而新弗拉芒聯盟則在2004年至2008年期間選擇與基督教民主聯盟下的基督教民主與弗拉芒黨合作結成選舉聯盟。此後，該黨的聲望顯著增長，成為弗拉芒大區最大的政黨。新弗拉芒聯盟以28%的弗拉芒大區選票（佔總選票的 17.4%）而贏得2010年聯邦選舉，並以31.9%的得票率贏得2014年的弗拉芒議會選舉。新弗拉芒聯盟的現任黨魁巴尔特·德韦弗自2013年開始便一直擔任安德衛普市長，而其黨員海爾特·布儒瓦則在2014年至2019年期間擔任弗拉芒大區首席大臣。新弗拉芒聯盟政策主要著重於透過在比利時聯邦治理模式下擴大政治權力下放進行的經濟改革，並最終提議完全脫離比利時聯邦。
挑戰黨則是布魯塞爾首都大區內的法語社群政黨，其旨在捍衛和擴大布魯塞爾及其周邊地區法語社群人民的語言權利。而在聯邦選舉中，挑戰黨則會以“法語者民主陣線（Fédéralistes Démocrates Francophones）”的名義加入由革新運動為首的自由派選舉聯盟。法語者聯盟則是一個致力於參與弗拉芒大區選舉的法語社群政黨。
親德語社群黨是比利時德語社群的主要政黨，它是更為強硬的德語比利時人黨的繼承者。德語比利時人黨分裂自基督教社會黨，它曾經是歐洲自由聯盟和歐洲各民族聯盟的成員；目前親德語社群黨還依然是歐洲各民族聯盟的成員。

### 綠色主義
比利時荷蘭語社群的別樣生活黨與法語社群的生態黨在1981年大選中獲得突破，雙雙獲得比利時國會的眾議院和參議院席次。兩黨高度關注環境議題，同時也是對美國政策最一致的批評者。兩黨隨後又在1991年大選中取得重大勝利，這兩個綠色政治政黨首次獲得組建聯合政府的邀請。但在緊接著的1995年聯邦選舉後，兩黨被逐出了聯合政府。2003年，別樣生活黨改名為“綠黨”。

### 民族主義
比利時荷蘭語社群中的最重要民族主義政黨是成立於2004年弗拉芒利益黨，該黨的前身--弗拉芒集團曾被比利時最高法院裁定為“長期煽動歧視和種族主義”。而在極右翼方面，信奉弗拉芒分裂主義的弗拉芒集團在1980年代和1990年代穩步崛起。不過該黨因為最高法院的裁決而宣佈解散並改組為弗拉芒利益黨。弗拉芒大區的現存極右翼政黨中，除了信奉皮姆·富圖恩理念的弗拉芒、自由、獨立、寬容、透明黨外，其餘政黨都與弗拉芒集團保持距離，哪怕它們的所作所為與弗拉芒集團別無二致。儘管比利時的其他政黨也大多支持弗拉芒文化與比利時的議題，但弗拉芒利益黨卻是其中尋求弗拉芒大區獨立最強烈的分離主義政黨。
在法語社群中，民族陣線是瓦隆大區最大的反移民政黨。名義上，民族陣線是一個雙語族群政黨，但實際上卻是一個非常純粹法語族群政黨。但是，該黨在政策上支持比利時的統一和聯邦制。

## 政黨聯盟
在設置得票5%的選舉門檻後，比利時的小黨都面臨著生存危機。私人政治獻金幾乎被禁止，而公共資金撥款則只針對那些至少擁有1個代表席位的政黨。這導致一些規模較小的政黨不得不與同地區的傳統大黨結盟，尤其是在弗拉芒大區。
政黨聯盟內的各個政黨都是彼此獨立的，只是在選舉期間將各自推薦的候選人合併進一個聯合名單中。通常來說，政黨聯盟內的小黨目標是獲得代表席次，而大黨的目標則是獲得更大的投票整體份額。例如在“基督教民主和弗拉芒-新弗拉芒聯盟”中，基督教民主和弗拉芒的得票數相對較高，因此它可以在組建聯盟時佔據主動並負責組建弗拉芒政府。而“開放弗拉芒民主黨-個人自由與新未來勞動黨”的民調結果並不理想，但擬議的“不同社會黨-社會自由黨-綠黨”卻未能組建成功。不過“不同社會黨-社會自由黨”參與了聯邦選舉，而“不同社會黨-社會自由黨-綠黨”則在2006年的比利時地方選舉中成為一種現實。

## 活躍政黨

### 議會政黨
| 意識形態       | 荷蘭語社群政黨         | 法語社群政黨            | 德語社群政黨            |
| -------------- | ---------------------- | ----------------------- | ----------------------- |
| 基督教民主主義 | 基督教民主與弗拉芒黨   | 行動者黨                | 基督教社會黨            |
| 社會民主主義   | 前進黨                 | 社會黨 / 東比利時社會黨 | 社會黨 / 東比利時社會黨 |
| 自由主義       | 開放弗拉芒自由民主黨   | 革新運動 / 自由與進步黨 | 革新運動 / 自由與進步黨 |
| 自由主義       | —                      | 挑戰黨                  | —                       |
| 綠色政治       | 綠黨                   | 生態黨                  | 生態黨                  |
| 分裂主義       | 新弗拉芒聯盟           | —                       | —                       |
| 右翼民粹主義   | 弗拉芒利益黨           | —                       | —                       |
| 地區主義       | —                      | —                       | 親德語社群黨            |
| 參與式民主     | 議事廳黨               | —                       | —                       |
| 社會自由主義   | 個人自由與新未來勞動黨 | 個人自由與新未來勞動黨  | 個人自由與新未來勞動黨  |
| 社會主義       | 勞動黨 / 比利時工人黨  | 勞動黨 / 比利時工人黨   | 勞動黨 / 比利時工人黨   |

#### 荷蘭語社群政黨
| 政黨名 | 政黨名               | 政治立場         | 意識形態       | 黨魁                            | 選舉成績     | 選舉成績   | 選舉成績              |
| 政黨名 | 政黨名               | 政治立場         | 意識形態       | 黨魁                            | 比利時眾議院 | 弗拉芒議會 | 歐洲議會 弗拉芒選舉團 |
| ------ | -------------------- | ---------------- | -------------- | ------------------------------- | ------------ | ---------- | --------------------- |
|        | 新弗拉芒聯盟         | 中右翼至右翼     | 弗拉芒民族主義 | 巴爾特·德韋弗                   | 25 / 150     | 35 / 124   | 3 / 12                |
|        | 弗拉芒利益           | 右翼至極右翼     | 右翼民粹主義   | 湯姆·范赫里肯                   | 18 / 150     | 23 / 124   | 3 / 12                |
|        | 基督教民主和弗拉芒   | 中間派至中間偏右 | 基督教民主主義 | 薩米·邁赫迪                     | 12 / 150     | 19 / 124   | 2 / 12                |
|        | 開放弗拉芒自由民主黨 | 中右翼           | 自由主義       | 湯姆·翁赫納                     | 12 / 150     | 16 / 124   | 2 / 12                |
|        | 綠黨                 | 中左翼至左翼     | 綠色政治       | 納迪亞·納吉 / 耶雷米·范埃克豪特 | 8 / 150      | 14 / 124   | 1 / 12                |
|        | 前進黨               | 左翼             | 社會民主主義   | 梅利薩·德普拉特勒               | 9 / 150      | 12 / 124   | 1 / 12                |

#### 法語社群政黨
| 政黨名 | 政黨名   | 政治立場         | 意識形態     | 黨魁                     | 選舉成績     | 選舉成績     | 選舉成績                |
| 政黨名 | 政黨名   | 政治立場         | 意識形態     | 黨魁                     | 比利時眾議院 | 瓦隆尼亞議會 | 歐洲議會 瓦隆尼亞選舉團 |
| ------ | -------- | ---------------- | ------------ | ------------------------ | ------------ | ------------ | ----------------------- |
|        | 社會黨   | 中左翼至左翼     | 社會民主主義 | 保羅·馬涅特              | 20 / 150     | 28 / 94      | 2 / 8                   |
|        | 革新運動 | 中右翼           | 自由主義     | 喬治-路易·布歇           | 14 / 150     | 23 / 94      | 2 / 8                   |
|        | 生態黨   | 中左翼至左翼     | 綠色政治     | 拉雅·馬萬 / 讓-馬克·諾萊 | 13 / 150     | 16 / 94      | 2 / 8                   |
|        | 行動者黨 | 中間派           | 社會自由主義 | 馬克西姆·普雷沃          | 5 / 150      | 11 / 94      | 1 / 8                   |
|        | 挑戰黨   | 中間派至中間偏右 | 地區主義     | 弗朗索瓦·德斯梅特        | 2 / 150      | 3 / 94       | 0 / 8                   |

#### 雙語社群政黨
| 政黨名 | 政黨名       | 政治立場     | 意識形態   | 黨魁          | 選舉成績     | 選舉成績   | 選舉成績     | 選舉成績 |
| 政黨名 | 政黨名       | 政治立場     | 意識形態   | 黨魁          | 比利時眾議院 | 弗拉芒議會 | 瓦隆尼亞議會 | 歐洲議會 |
| ------ | ------------ | ------------ | ---------- | ------------- | ------------ | ---------- | ------------ | -------- |
|        | 比利時工人黨 | 左翼至極左翼 | 馬克思主義 | 拉烏爾·海德鮑 | 12 / 150     | 4 / 124    | 13 / 94      | 1 / 21   |

#### 德語社群政黨
| 政黨名 | 政黨名                 | 政治立場         | 意識形態       | 黨魁            | 選舉成績     | 選舉成績            |
| 政黨名 | 政黨名                 | 政治立場         | 意識形態       | 黨魁            | 德語社群議會 | 歐洲議會 德語選舉團 |
| ------ | ---------------------- | ---------------- | -------------- | --------------- | ------------ | ------------------- |
|        | 基督教社會黨           | 中間派至中間偏右 | 基督教民主主義 | 呂克·弗蘭克     | 6 / 25       | 1 / 1               |
|        | 親德語社群黨           | 中間派至中間偏右 | 地區主義       | 克萊門斯·舒爾岑 | 6 / 25       | 0 / 1               |
|        | 社會黨                 | 中左翼至左翼     | 社會民主主義   | 夏爾·瑟瓦蒂     | 4 / 25       | 0 / 1               |
|        | 個人自由與新未來勞動黨 | 中左翼           | 社會自由主義   | 羅蘭·迪沙特萊   | 3 / 25       | 0 / 1               |
|        | 生態黨                 | 中左翼至左翼     | 綠色政治       | 弗雷迪·莫克爾   | 3 / 25       | 0 / 1               |
|        | 自由與進步黨           | 中間派至中間偏右 | 自由主義       | 卡特琳·雅丹     | 3 / 25       | 0 / 1               |

### 主要小黨

#### 荷蘭語社群
- 弗拉芒、自由、獨立、寬容、透明黨（英语：VLOTT）
- 自由意志黨（VolksLiga）

#### 法語社群
- 自由民主黨（英语：Liberal Democrats (Belgium)）
- 在我們的地方（英语：Chez Nous (Belgian political party)）

#### 雙語社群/統一立場
| - 海盜黨 - 動物黨 - 融為一體黨（Be.One） - 比利時共產黨 - 議事廳黨 | - 比利時統一黨 - 親布魯塞爾黨 - 歐洲聯邦黨 - 另一政策委員會 - 國際工人聯盟 | - 反資本主義左翼黨 - 左翼社會黨 - 比利時伏特黨 - 團結黨（l'Unie） |

## 歷史政黨
| - 天主教黨（1869年-1945年） - 前線黨（1919年-1933年） - 比利時共產黨（1921年-1989年） - 基督教社會黨（1945年-1968年） - 天主人民陣線（1935年-1945年） - 弗蘭芒民族同盟（1933年-1944年） | - 天主教弗拉芒人民黨（1936年-1945年） - 行動黨（1989年-1997年） - 新力量黨（1975年-1991年） - 民族力量黨 - 新比利時陣線 - 瓦隆尼亞法國聯合黨 | - 瓦隆集會 - 歐洲-民族共產黨 - 不同社會自由抵抗運動 - 爭取更公平社會激進改革派與社會斗爭派聯盟 - 紅黨 - 自由、直接、民主黨 |